# Operación Claw-Lock
La Operación Claw-Lock (en turco: Pençe-Kilit Operasyonu) fue una operación ofensiva transfronteriza  de las Fuerzas Armadas de Turquía en el norte de Irak. La operación se está llevando a cabo en la región de Zap contra los objetivos del Partido de los Trabajadores de Kurdistán (PKK), como parte del conflicto kurdo-turco en curso.

## Antecedentes
El ejército turco realizó con frecuencia operaciones militares transfronterizas contra el PKK en los últimos años. Según el ministro de Defensa de Turquía, Hulusi Akar, en el más reciente las áreas de Metina y Avashin son el objetivo.
Las autoridades turcas dijeron que se había descubierto un plan para llevar a cabo un «ataque a gran escala» por parte del PKK y que era la razón de la ofensiva.

## Operación
La operación comenzó el 17 de abril de 2022, con el bombardeo aéreo y de artillería de las posiciones del PKK. En las primeras horas del 18 de abril, las Fuerzas Especiales y los comandos turcos fueron desembarcados detrás de las líneas enemigas por helicópteros UH-60 Black Hawk. El Ministerio de Defensa turco afirmó que todas las posiciones objetivas fueron capturadas con éxito, mientras que el PKK afirmó haber rechazado la operación de desembarco turca.
Hulusi Akar dijo que durante la operación 19 combatientes del PKK habían muerto y 4 soldados turcos habían resultado heridos. Mientras que el Centro de Prensa HPG en una declaración escrita afirmó que «28 invasores fueron castigados, nueve invasores resultaron heridos y dos helicópteros de ataque fueron alcanzados».
El 19 de abril, el gobierno de Irak condenó la operación,y la consideró una violación a la soberanía, así como a la integridad del país.

## Reacciones
Se llevaron a cabo manifestaciones en apoyo del PKK en Marsella, Francia.